# Anywhere But Here (película)
Anywhere But Here (en Argentina y México: Cambio de vida, en España: A cualquier otro lugar) es una película estadounidense de 1999 dirigida por Wayne Wang.

## Sinopsis
Adele August (Susan Sarandon) es una mujer excéntrica, que abandona a su familia, pues de su marido no tenía noticias hacia muchos años atrás, para ir a Beverly Hills a realizar sus sueños, aunque no sabe muy bien cuáles son esos sueños, tratar de mejorar su vida y buscar la forma de vivir en un lugar mejor para que su hija pueda crecer, tener nuevas amistades y relacionarse mejor, incluso tratando de aparentar un nivel de vida que no tienen. 
Su hija Ann (Natalie Portman), va con ella y durante su estancia en Beverly Hills, Adele improvisa el día a día, no teniendo muchas veces el dinero necesario para pagar sus deudas, el alquiler de pequeños departamentos, la escuela de su hija y pagar por la vida que quiere llevar. Además, espera que su hija se haga actriz para ganar más dinero, pero Ann tiene otros planes, desea fugarse de la casa, ir a la universidad y hacer su propia vida. Al final Adele logra obtener un trabajo en un asilo de ancianos y su hija Ann trabaja en un supermercado.

## Trivialidades
Parece ser que Mona Simpson, autora de la novela, se basó en su propia experiencia cuando era joven y vivía con su madre.